# Польское военное кладбище в Болонье
Польское военное кладбище в Болонье (пол. Polski Cmentarz Wojenny w Bolonii, итал. Cimitero militare polacco di Bologna) — крупнейшее из четырёх польских военных кладбищ Второй мировой войны в Италии. Расположено в Болонье по адресу: Via Dozza Giuseppe.
На кладбище захоронены 1432 солдата 2-го Польского корпуса, павших в боях на Готской линии, в Эмилианских Апеннинах и в боях за Болонью. Среди захороненных на кладбище — 18 неизвестных солдат.
Кладбище было создано по инициативе командующего 2-м корпусом, генерала дивизии Владислава Андерса. Построено в период с 1 июля по 15 декабря 1946 года силами 10-го сапёрного батальона корпуса, с привлечением местных итальянских каменщиков. Проект кладбища разработал инженер-подпоручик Маерский, Зыгмунт. Декорации и скульптуры создал архитектор и скульптор Михал Пашина. Строительством кладбища руководил инженер Вайда, Роман.
Кладбище было освящено 12 октября 1946 года. В церемонии освящения приняли участие представители всех конфессий Польши, во главе с полевым епископом Польской армии на Западе, ксёндзом Юзефом Гавлиной. На церемонии также присутствовал генерал Владислав Андерс.
В 1947—1957 годах на кладбище были перенесены захоронения ещё 14 человек. В 1962—1965 и 1969—1972 годах проводились ремонтные и консерваторские работы.
Среди похороненных на кладбище:
- подпоручик Чеслав Кавалковский (1914—1945) — кавалер ордена Virtuti Militari за битву при Монте-Кассино.
- огньмистер Юзеф Плавский (1904—1945) — кавалер четырёх польских и итальянских наград.